# Charles Warren Eaton

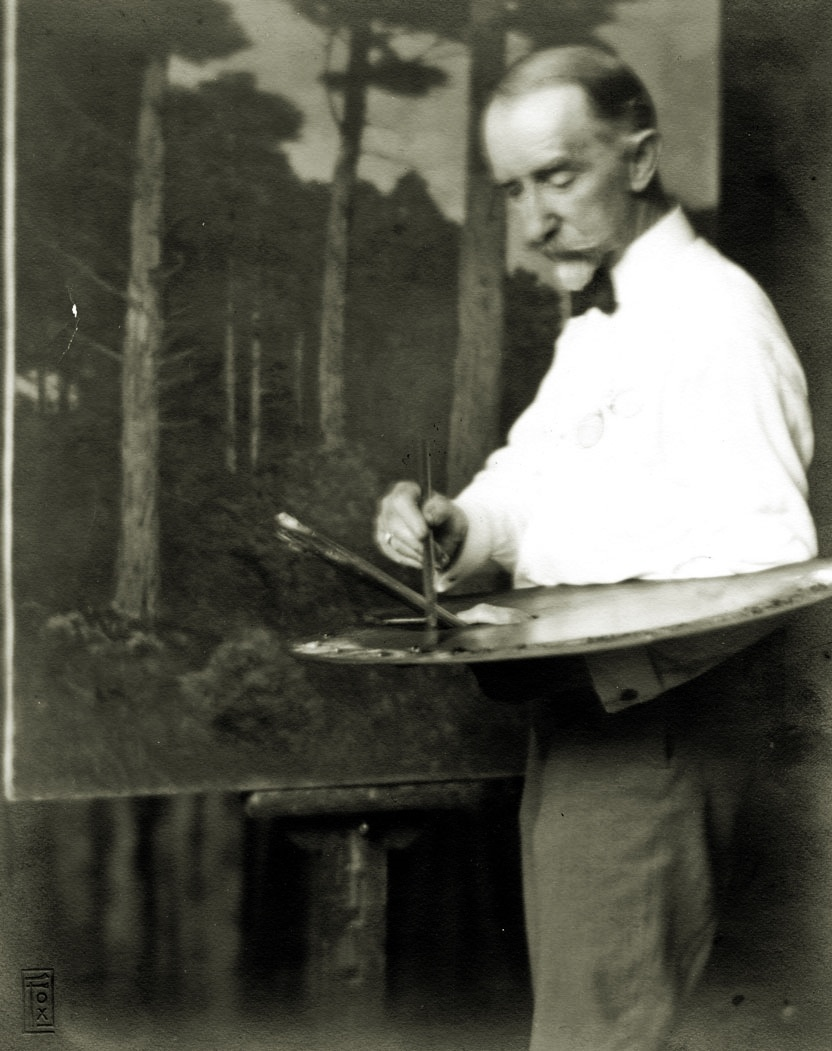
Charles Warren Eaton

Charles Warren Eaton (Albany, 22 februari 1857 - Montclair, 1937) was een Amerikaans landschapschilder. Hij wordt gerekend tot de stroming van het tonalisme. Hij werkte regelmatig in de omgeving van Brugge en Sluis.

## Leven en werk
Eaton was van eenvoudige komaf en moest al op negenjarige leeftijd gaan werken. Toen hij in 1879 naar New York ging begon hij avondlessen te volgen aan de National Academy of Design en later de Art Students League of New York. Daar kwam toen net de nieuwe, aan het estheticisme verwante stroming van het tonalisme op, gekenmerkt door intieme, sterk atmosferische werken, in gedempte, stemmige tonen, losjes geschilderd, maar in de basis realistisch. Eaton nam deze stijl over en zou er zijn hele verdere carrière in blijven werken. Hij schilderde voornamelijk intieme landschappen en stadsgezichten, zelden met figuren. Hij werkte zowel in olie- als in waterverf.
Vanaf 1880 legde Eaton zich volledig toe op de schilderkunst. In 1886 maakte hij samen met zijn vriend Leonard Ochtman zijn eerste Europese reis, waarbij hij ook Nederland aandeed. De grijze Hollandse luchten en landschappen pasten uitstekend bij zijn manier van werken en later in zijn carrière zou hij er dan ook veelvuldig terugkeren om te schilderen. Eind jaren 1890 verbleef hij onder andere in de schilderskolonie rondom Paul Baum in Sint Anna ter Muiden, nabij Sluis. Ook schilderde hij vaak in en rondom Brugge.
Na 1900 zou Eatons palet helderder worden en zijn werkwijze expressiever. Vaak reisde hij in die periode naar Como om er te werken, maar tot aan de Eerste Wereldoorlog bleef hij ook regelmatig naar Nederland en België komen. Na 1920 nam zijn productiviteit af. Hij overleed in 1937, 80 jaar oud. Zijn werk bevindt zich in de collecties van onder andere het Brooklyn Museum te New York en de National Gallery of Art in Washington D.C..

## Hollandse en Belgische werken

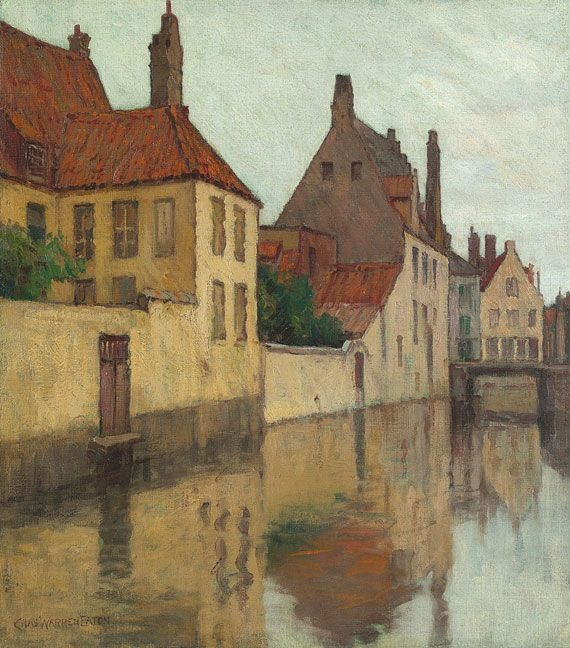
Gebouwen aan het kanaal te Brugge
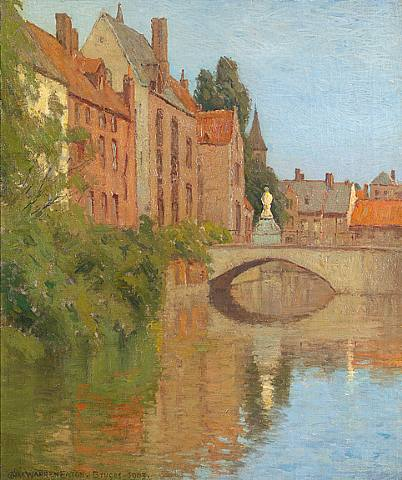
Brugge
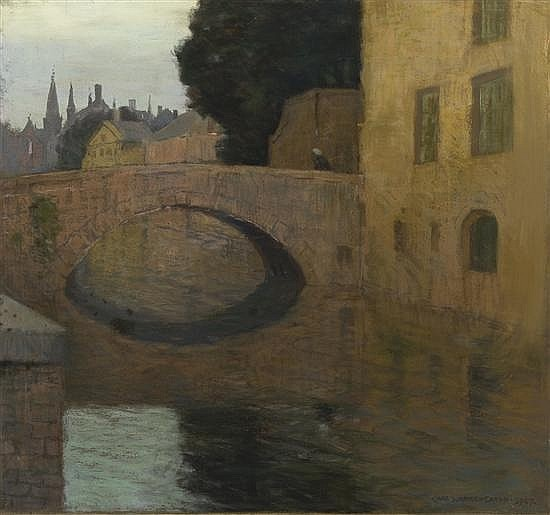
Kanaal in Brugge
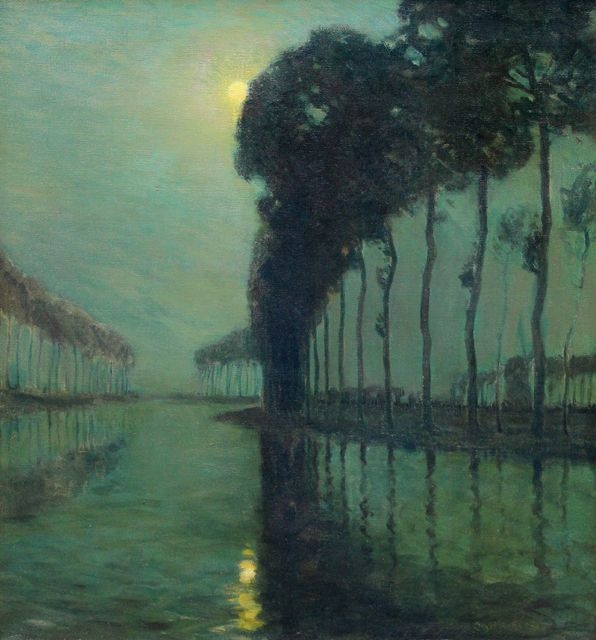
Maanlicht boven het kanaal in Brugge
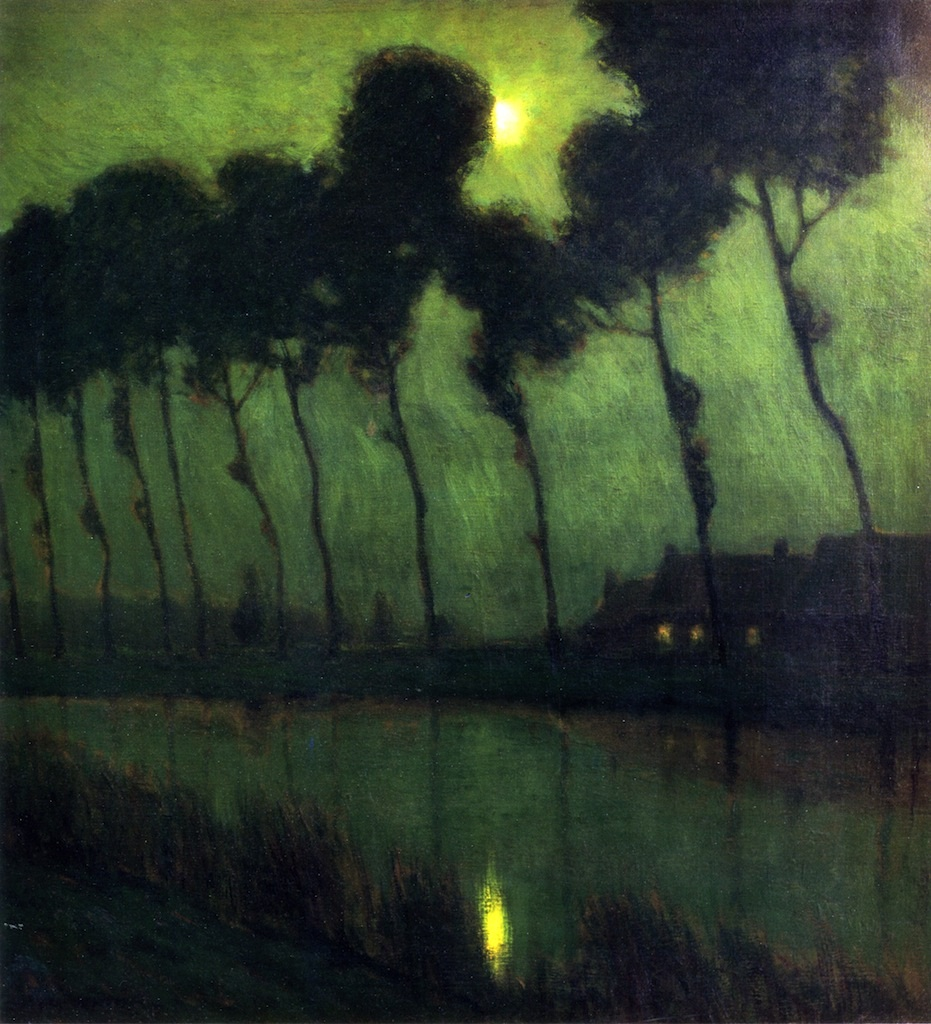
Maanlicht boven het kanaal in Brugge
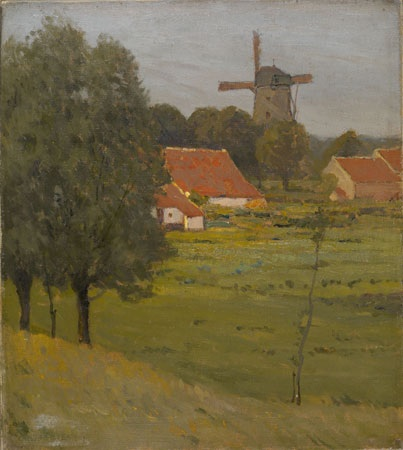
Landschap bij Sluis
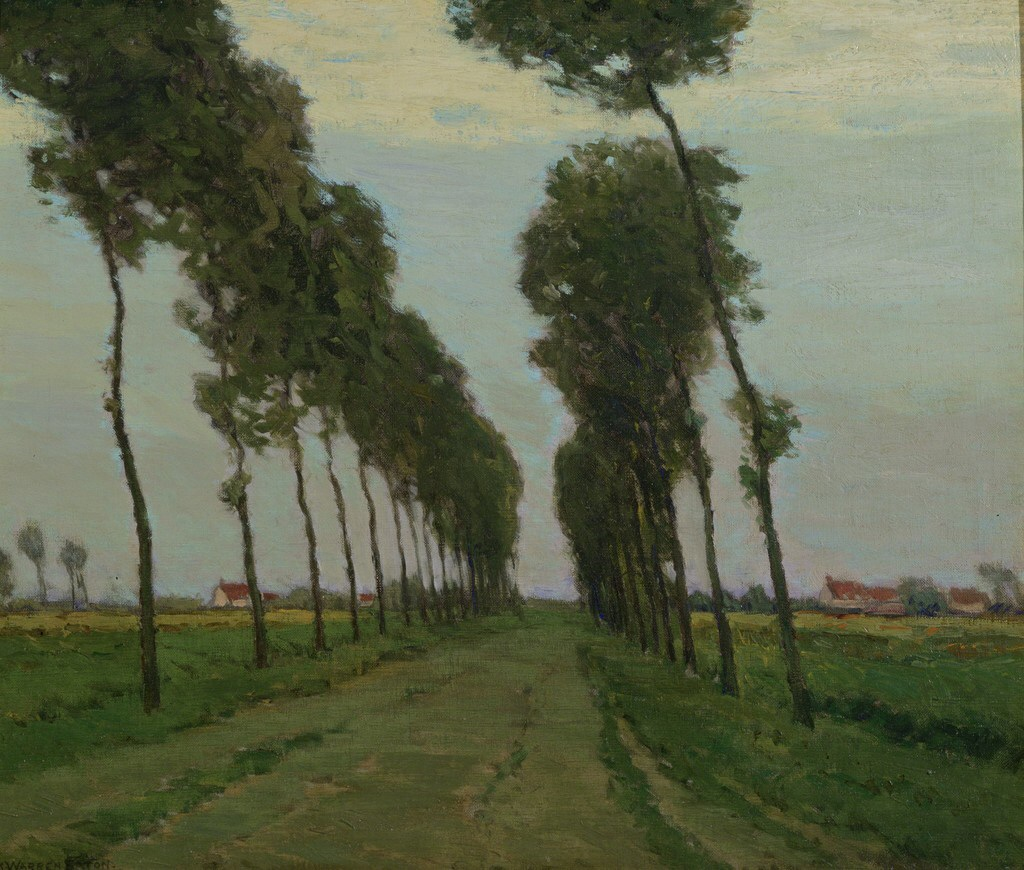
De weg naar Sluis
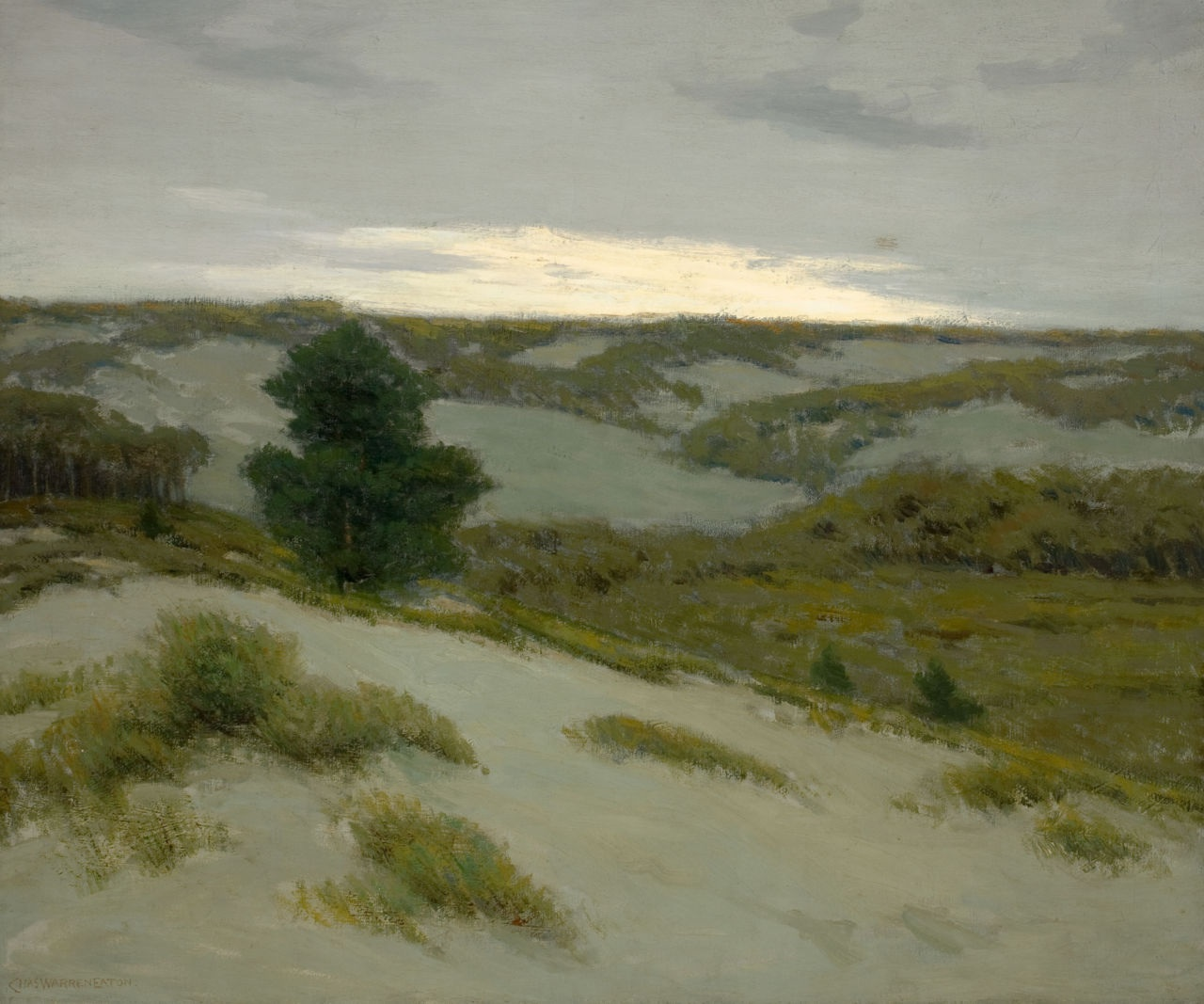
Grijze duinen, Knokke
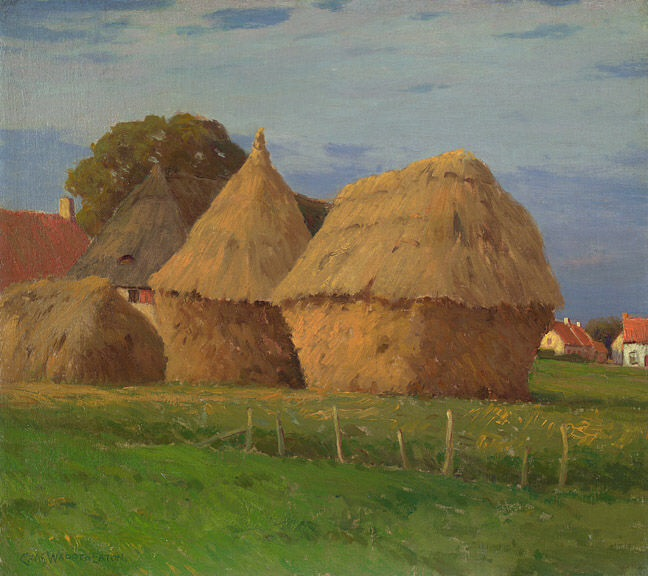
Hooimijten (Zeeland of Vlaanderen)
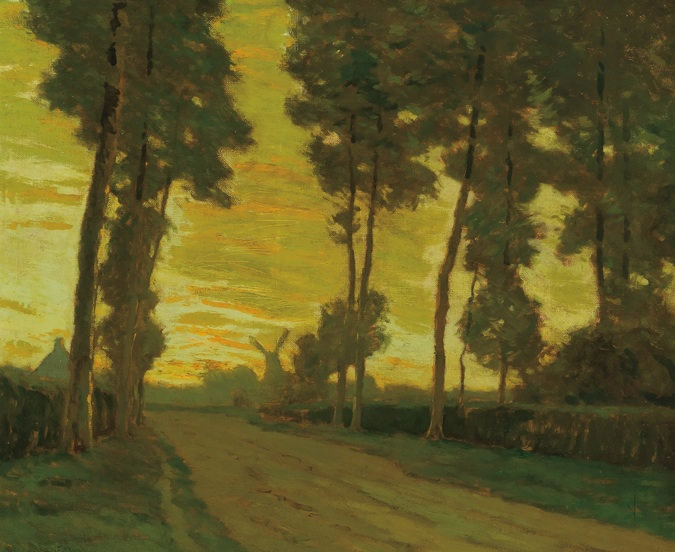
Weg in Vlaanderen
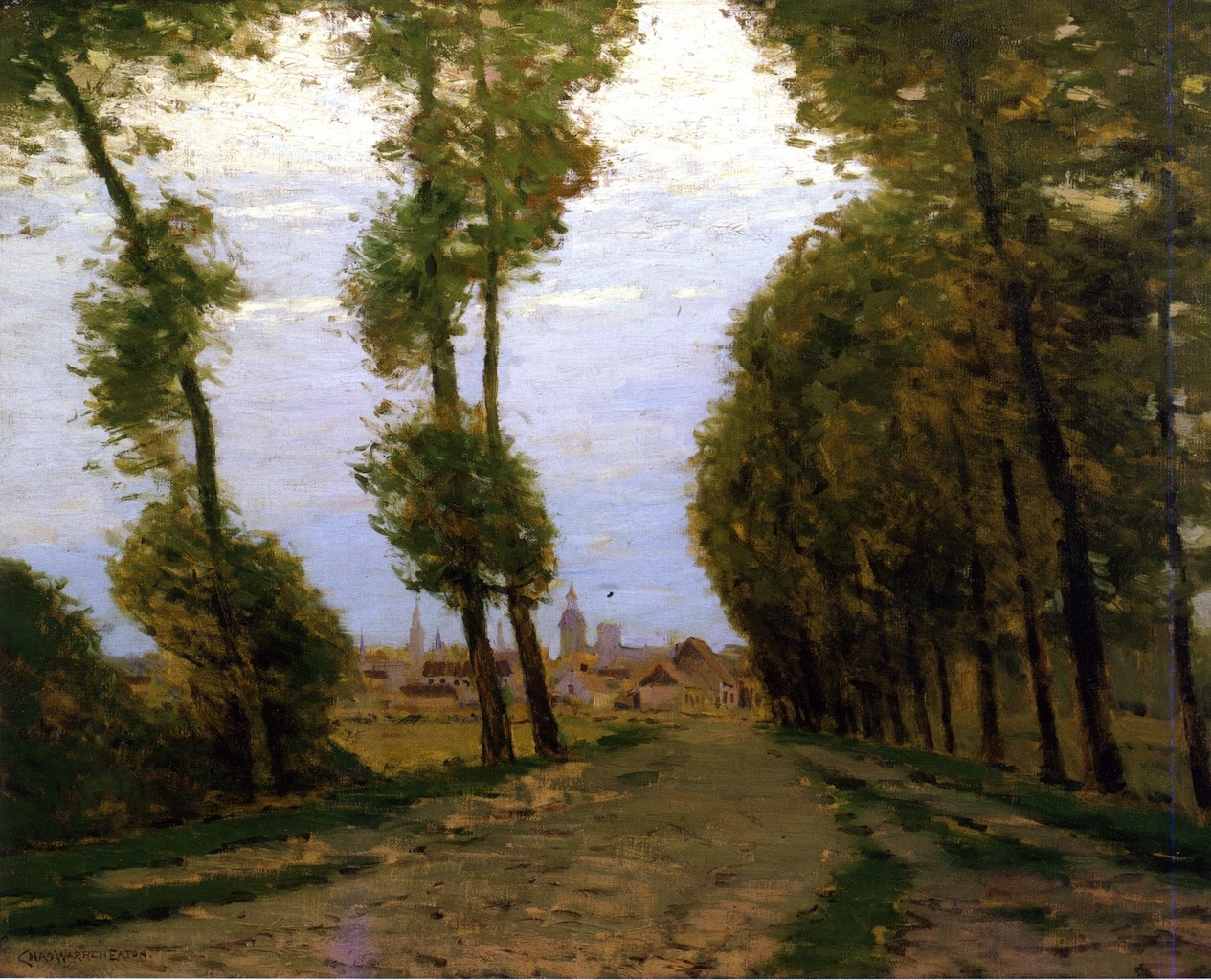
Buitenvelden van Brugge
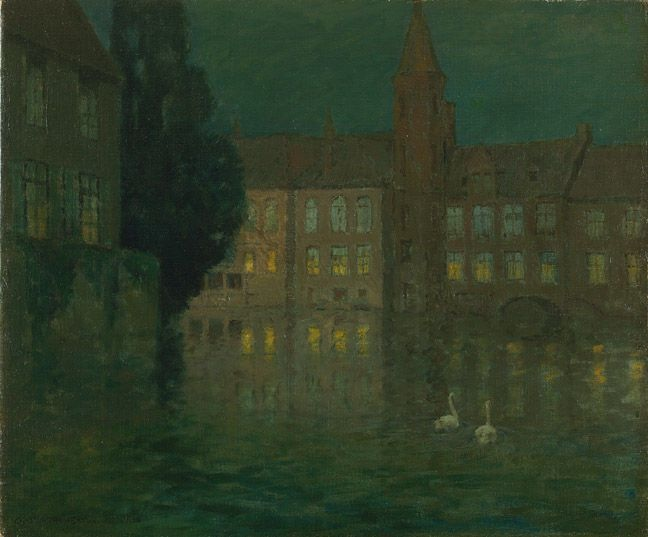
Brugge, gebouwen aan het water, met zwanen